# Alain Malissard
Pour les articles homonymes, voir Malissard (homonymie).
Alain Malissard, né le 5 mai 1936 à Châlette-sur-Loing et mort le 10 novembre 2014 à Orléans, est un professeur d'université (latin et civilisation romaine) et un écrivain français.
Outre son engagement dans le mouvement associatif, il est l'auteur de publications scientifiques dont plusieurs récrivent et analysent les rapports des Romains avec l'eau, ainsi que de deux romans.

## Biographie
Alain Malissard naît à Châlette-sur-Loing le 5 mai 1936.
Titulaire en 1962 d'une agrégation de lettres classiques, il occupe plusieurs postes d'enseignant dans des lycées à Valenciennes, Valence puis Bastia, avant d'intégrer en 1972 l'université de Franche-Comté comme maître de conférences. Deux ans plus tard, il obtient un diplôme national de doctorat, sa thèse étant consacrée à la colonne Trajane. En 1989, il est nommé à l'université d'Orléans où, succédant à Paul Marius Martin, il enseigne le latin et la civilisation romaine et où il termine en 2002 sa carrière comme professeur émérite.
Auteur de deux romans, il est surtout connu pour avoir publié plusieurs ouvrages et articles sur la vie quotidienne des Romains dans leurs rapports avec l'eau. Au moment de sa mort, il travaille sur un livre consacré aux scandales sous la République romaine ; ces textes sont publiés de manière posthume quatre ans plus tard.
Largement engagé dans le mouvement associatif, il est élu en 1989 président de la section orléanaise de l'association Guillaume-Budé — l'une des sections les plus actives de l'association au conseil d'administration national de laquelle il siège à partir de 1997 —, président du Centre chorégraphique d'Orléans à partir de 1996, administrateur de la scène nationale d'Orléans à partir de 1998 et membre de l'Académie d'Orléans à partir de 2004. Pendant 17 ans, il dispense des cours de civilisation romaine à l'université du temps libre d'Orléans.
Il meurt le 10 novembre 2014 à Orléans à l'âge de 78 ans.

## Œuvre

### Romans
- En ce trop bref été, Julliard, 1962, 221 p. (lire en ligne) (prix international du premier roman[2]).
- Tu penses à quoi Papy ?, L'Harmattan, 2010, 146 p. (ISBN 978-2-2961-2617-6).

### Publications historiques et scientifiques
- « Dossier : le fabuleux long-métrage de la colonne Trajane »  (en collaboration avec Raymond Chevallier), Les Dossiers de l'archéologie, no 17,‎ juillet-août 1976, p. 65-123.
- « Une nouvelle approche de la colonne Trajane », Aufstieg und Niedergang der römischen Welt, vol. II, nos 12-1,‎ 1982, p. 579-605.
- Les Romains et l'eau, Les Belles Lettres, coll. « Realia » (réimpr. 2002) (1re éd. 1994), 342 p. (ISBN 978-2-2513-3814-9).
- (es) Los Romanos y el agua : la cultura del agua en la Roma antigua  (trad. du français par José M. López de Castro), Herder Editorial, 1996, 304 p. (ISBN 978-8-4254-1938-6).
- « Rome et la gestion des eaux à l'époque de Frontin », Les Annales de la Gaule romaine et des régions voisines, Caesarodunum, t. 31,‎ 1997, p. 559-572.
- La Loire et les fleuves de la Gaule romaine et des régions voisines  (en collaboration avec Robert Bedon), Presses universitaires de Limoges, 2001, 601 p. (ISBN 978-2-8428-7177-2).
- Les Romains et la mer, Les Belles Lettres, coll. « Realia » (no 12), 2012, 352 p. (ISBN 978-2-2513-3838-5) (médaille de l'Académie de marine[5]).
- « D’Homère à la rhétorique : un certain art du mensonge », Cahiers d'études germaniques, no 67 « Quelques vérités à propos du mensonge (volume 1) »,‎ 2014, p. 63-74 (DOI 10.4000/ceg.1673).
- Paul Marius Martin (dir.) et Émilia Ndiaye (dir.), Scandales, justice et politique à Rome : textes inédits d’Alain Malissard suivis d’hommages en son honneur, Classiques Garnier, coll. « Polen » (no 9), 2018, 309 p. (ISBN 978-2-4060-6803-7).

La section orléanaise de l'association Guillaume-Budé publie sur son site une liste plus complète des publications et travaux d'Alain Malissard.

## Distinctions
- Commandeur dans l'ordre des Palmes académiques[1].